# Xysticus obesus
Xysticus obesus là một loài nhện trong họ Thomisidae.
Loài này thuộc chi Xysticus. Xysticus obesus được Tord Tamerlan Teodor Thorell miêu tả năm 1875.